# Live (album)
Live je prvi album uživo jugoslovenskog i srpskog rok benda YU grupa.
Objavljen je 2007. godine. Iako se bend prethodno pojavio sa raznim umetnicima na albumima uživo Kongres rok Majstora (1975) i Legende YU Roka (1988), Live je njihov prvi službeni album ovog tipa. Prvih deset pesama na albumu su zabežene na koncertu u Domu omladine u Beogradu, decembra 2005. Poslednjih šest pesama su snimljene na u Studiju M u Novom Sadu, januara 1996. godine.

## Spisak pesama
1. Moj stari bend – 3:30
2. Gledaj samo pravo – 4:33
3. Dunavom šibaju vetrovi – 5:03
4. Zamoliću te – 4:19
5. Opasno, opasno te volim – 4:17
6. U tami disko kluba – 3:40
7. Crni leptir – 5:15
8. Od zlata jabuka – 3:45
9. Pustinja – 3:25
10. Mornar – 4:38
11. Oluja – 6:11
12. More – 6:13
13. Ruža vetrova – 4:16
14. Reka – 5:04
15. Blok – 3:19
16. Čudna šuma – 5:28

## Postava benda

### Dom Omladine
- Dragi Jelić - vokal, gitara
- Žika Jelić - vokal, bas gitara
- Petar Jelić - gitara
- Igor Malešević - bubnjevi

#### Gosti
- Kornelije Kovač - klavijature
- Goca Svilarević - prateći vokal
- Mirjana Jovanović - prateći vokal

#### Muzičari
- Kornelije Kovač - klavijature
- Ceca Slavković - prateći vokal
- Goca Svilarević - prateći vokal
- Nenad Januzović
- Uroš Šećerov
- Gabor Bunford
- Vladimir Nežić
- Zoltan Hegediš
- Dragan Kozarčić

## Spoljašnje veze
- Istorija YU grupe
- EX YU ROCK enciklopedija 1960-2006. ISBN 978-86-905317-1- Проверите вредност параметра |isbn=: length (помоћ)., Petar Janjatović.